# 尿膜管
尿膜管（にょうまくかん、urachus）は、胎児の膀胱からの排出経路で臍帯につながっている尿膜 (allantois) が、出生後、索状に残存したもの。この索状の残存物は、横筋筋膜より前、腹膜より後ろの、恥骨後隙 (Retropubic space) にある。

## 構造
尿生殖洞  (urogenital sinus) のうち、膀胱と尿道の間の部分は、中腎管（ウォルフ管）や、これに付随する腎杯憩室の末端を吸収し、これによって、膀胱三角部 (trigone of urinary bladder) や尿道前立腺部 (prostatic urethra) が発達する。
膀胱と尿道の間の残りの部分は、膀胱や尿道前立腺部の一部となるが、最上部は細い管となって臍まで延び、これは後に、尿膜管が正中臍索 (median umbilical ligament) を形成する過程で、痕跡なく消えてしまう。

## 病理
膀胱は発生したあと、徐々に骨盤腔内に下降する。この際に尿膜管は引き延ばされて索状に延長しつつ、閉鎖する。尿膜管の内腔の退縮閉鎖がうまく行かない場合には、尿膜管開存の状態が残る（尿膜管遺残）。膀胱の下降が不十分なこともある。臍からの尿漏れは、尿膜管遺残の明白な兆候であり、開存する尿膜管は外科手術により除去する必要がある。尿膜管遺残は無症状であることも多いが、時に感染を合併して臍炎や膿瘍を形成する。成人の約2%に尿膜管遺残が認められる。
（尿膜管遺残には）解剖学的には、4つの形態がある。
- 尿膜管嚢腫 (Urachal cyst)：（開存部が）膀胱にも臍にもつながっていない。
- 尿膜管瘻 (Urachal fistula)：膀胱と臍がつながっている。（開存部が膀胱にも臍にもつながっている。）
- 尿膜管憩室 (Urachal diverticulum, Vesicourachal diverticulum)： （開存部が）膀胱につながっている。[3]
- 尿膜管洞 (Urachal sinus)：（開存部が）臍につながっている[4]。

尿膜管は、新生物に冒されることもある（尿膜管癌）。尿膜管癌の発生率は0.14-0.27%とされ、膀胱頂部での頻度が高い。移行上皮癌ではなく、腺癌であることが多い。手術による腫瘍摘出術が第一選択であるが再発率は約40%と高い。予防的に遺残尿膜管を切除することもある。

## 画像

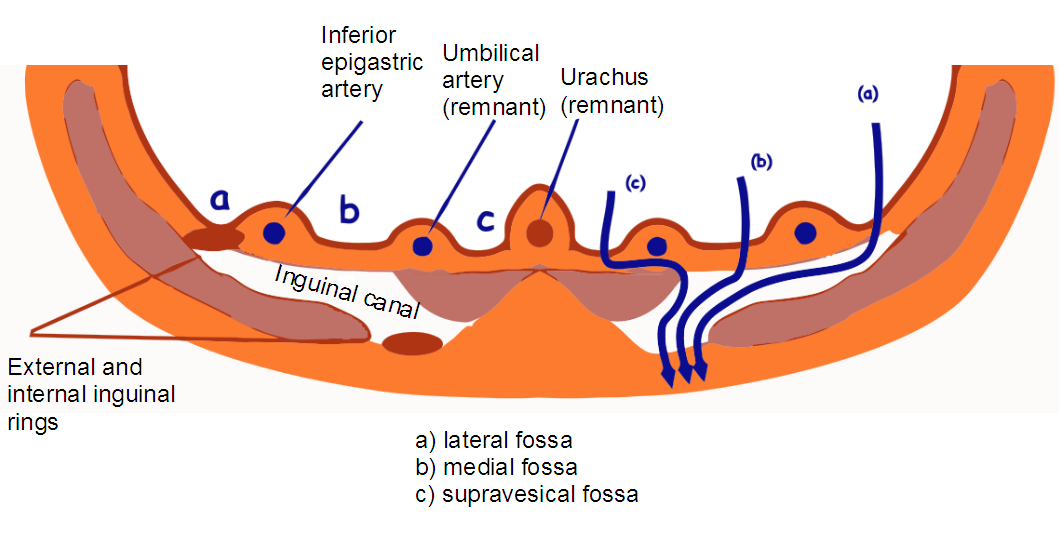
鼠径窩 (inguinal fossae)
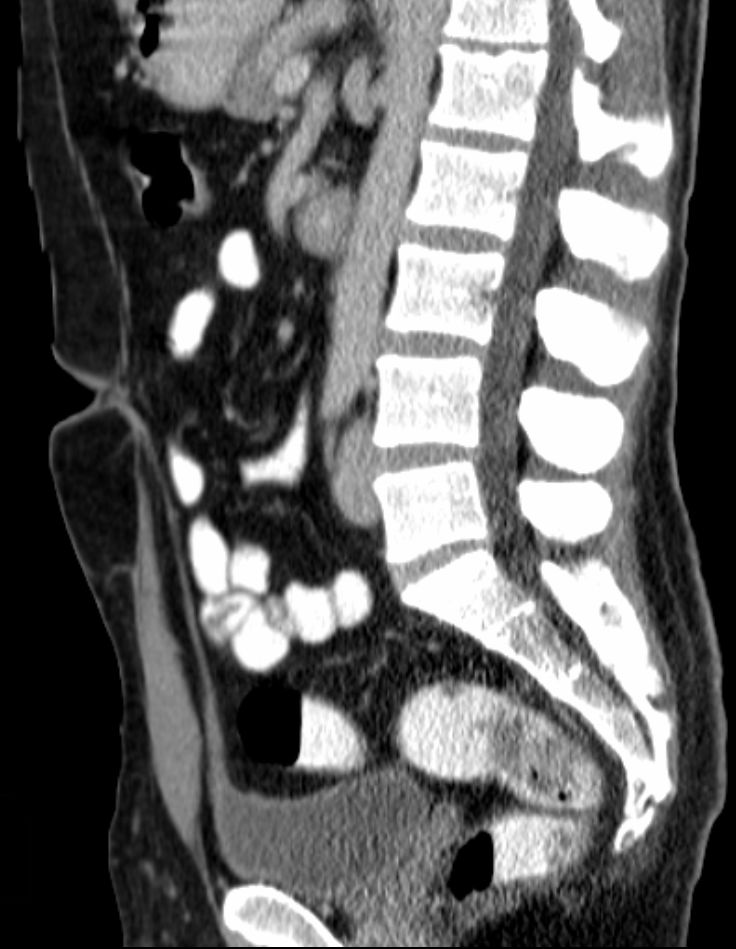
CT画像による偶発所見（44歳男性）。中程に、膀胱から臍に向かって、上方、前方へ伸びる尿膜管の細い影が見える。
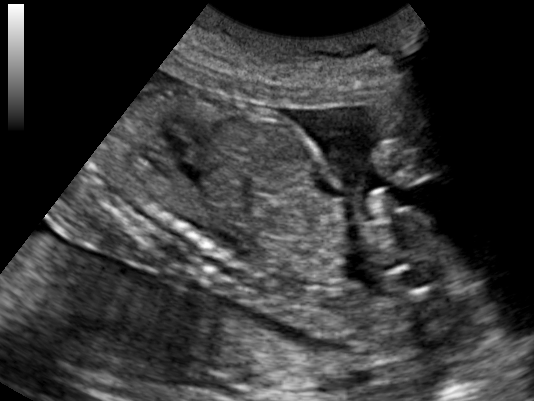
胎児の超音波画像による、膀胱から臍につながった尿膜管。
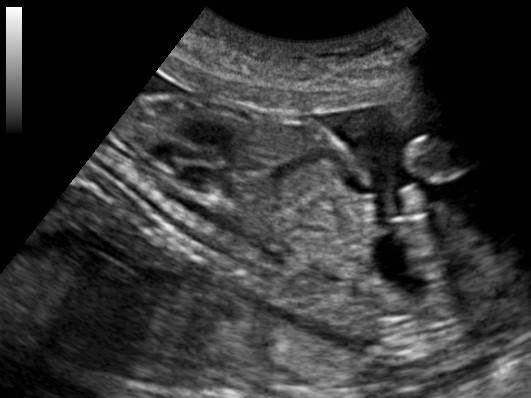
胎児の超音波画像による、膀胱から臍につながった尿膜管。
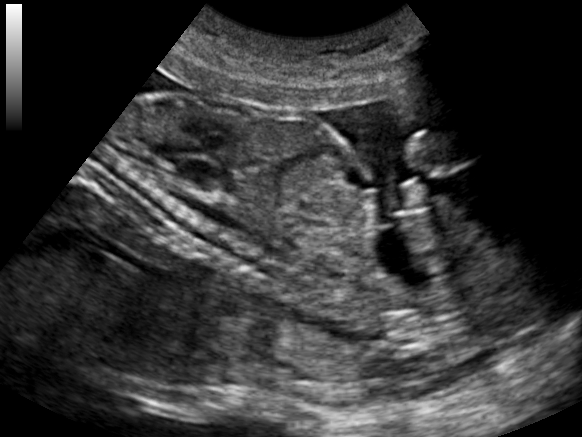
胎児の超音波画像による、膀胱から臍につながった尿膜管。
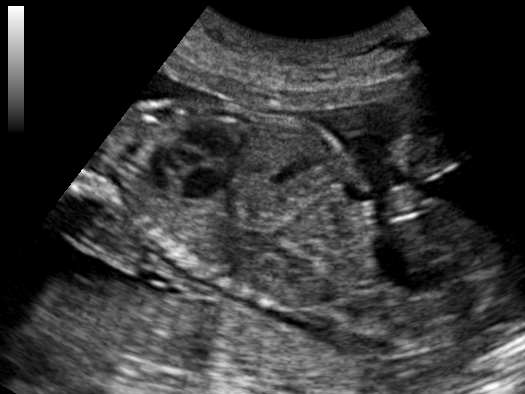
胎児の超音波画像による、膀胱から臍につながった尿膜管。
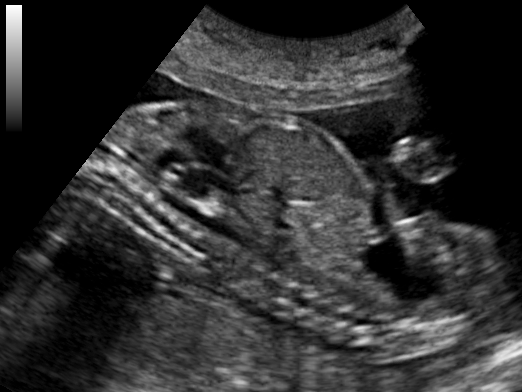
胎児の超音波画像による、膀胱から臍につながった尿膜管。